# USS Matanikau (CVE-101)
USS Matanikau (CVE-101) – amerykański lotniskowiec eskortowy typu Casablanca, który w końcowym okresie II wojny światowej wchodził w skład floty Marynarki Wojennej Stanów Zjednoczonych. 
W czasie wojny pełnił zadania głównie transportowe, zaopatrzeniowe i szkolne na Pacyfiku.
Po wojnie brał udział w operacji Magic Carpet.